# Xeromelissa farellones
Xeromelissa farellones is een vliesvleugelig insect uit de familie Colletidae. De wetenschappelijke naam van de soort is voor het eerst geldig gepubliceerd in 1979 door Toro & Moldenke.